# 正法眼藏
《正法眼藏》是禪僧道元執筆的佛教思想書。正法眼藏本來指佛法的本質，重要之事物。禪家將之視為教外別傳之心印。

## 假名版和漢字版
日本曹洞宗開祖道元從1231年到示寂的1253年之間所著，共87卷（＝75卷＋12卷）的大著，論說日本曹洞禪思想的神髄。道元繼承如淨之法，並深化發展獨自的思想。
以漢文書寫，全部預定100卷，因病只完成87卷。之後，發現拾遺4卷。
（假字）《正法眼藏》是從語錄中取出重要的問答，並加上說明注釋的形式論說。

## 諸版
曹洞宗的根本經典，道元死後頻繁出現抄寫本，現在有以下6系統。
- 75卷本
- 12卷本（有百八法明門）
- 60卷本
- 卍山本
- 80卷本
- 95卷本[2]

## 修證義
特別為了向在家布教，有從正法眼藏取出重要部分的修証義。

## 卷名

### 75卷本
1. 現成公案
2. 摩訶般若波羅蜜
3. 佛性
4. 身心學道
5. 即心是佛
6. 行佛威儀
7. 一顆明珠
8. 心不可得
9. 古佛心
10. 大悟
11. 坐禪儀
12. 坐禪箴
13. 海印三昧
14. 空華
15. 光明
16. 行持
17. 恁麼
18. 觀音
19. 古鏡
20. 有時
21. 授記
22. 全機
23. 都機
24. 畫餠
25. 谿聲山色
26. 佛向上事
27. 夢中説夢
28. 禮拜得髓
29. 山水經
30. 看經
31. 諸惡莫作
32. 傳衣
33. 道得
34. 佛教
35. 神通
36. 阿羅漢
37. 春秋
38. 葛藤
39. 嗣書
40. 栢樹子
41. 三界唯心
42. 説心説性
43. 諸法實相
44. 佛道
45. 密語
46. 無情説法
47. 佛經
48. 法性
49. 陀羅尼
50. 洗面
51. 面授
52. 佛祖
53. 梅花
54. 洗淨
55. 十方
56. 見佛
57. 遍參
58. 眼睛
59. 家常
60. 三十七品菩提分法
61. 龍吟
62. 祖師西來意
63. 發菩提心
64. 優曇華
65. 如來全身
66. 三昧王三昧
67. 轉法輪
68. 大修行
69. 自證三昧
70. 虚空
71. 鉢盂
72. 安居
73. 他心通
74. 王索仙陀婆
75. 出家

### 12卷本
1. 出家功德
2. 受戒
3. 袈裟功德
4. 發菩提心
5. 供養諸佛
6. 歸依佛法僧寶
7. 深信因果
8. 三時業
9. 四馬
10. 四禪比丘
11. 一百八法明門
12. 八大人覺

### 別卷
1. 辦（辨）道話（弁道話、有別本）
2. 四攝法（菩提薩埵四攝法）
3. 法華轉法華
4. 唯佛與佛
5. 生死
6. 道心

### 其他
1. 心不可得
2. 重雲堂式
3. 示庫院文

## 脚注
1. ↑  《織田佛教大辞典》，790页。
2. ↑  旧岩波文庫全3卷，但是，此版錯誤語句相當多。

## 關連項目
- 《正法眼藏那一寶》 - 父幼老卵撰述的《正法眼藏》註釋書。
- 《正法眼藏随聞記》 - 道元之弟子懷弉整理的道元說法集。

## 外部連結
- 正法眼藏のテキスト （页面存档备份，存于）
- 正法眼藏を書き換える意図=十二卷「正法眼藏」 （页面存档备份，存于）